# Nikita Satalkin
Nikita Vladimirovich Satalkin (tiếng Nga: Никита Владимирович Саталкин; sinh ngày 13 tháng 10 năm 1987) là một cầu thủ bóng đá người Nga. Anh thi đấu cho F.K. Orenburg-2.